# Agatonisi (gmina)
Agatonisi (gr. Δήμος Αγαθονησίου, Dimos Agatonisiu) – gmina w Grecji, w administracji zdecentralizowanej Wyspy Egejskie, w regionie Wyspy Egejskie Południowe, w jednostce regionalnej Kalimnos. W jej skład wchodzi między innymi wyspa Agatonisi. Siedzibą gminy jest Megalo Chorio. W 2011 roku liczyła 185 mieszkańców.